# استفان مولر (بازیکن فوتبال، زاده ۱۹۸۸)
استفان مولر (انگلیسی: Stefan Müller؛ زادهٔ ۹ نوامبر ۱۹۸۸) بازیکن فوتبال اهل آلمان است.
از باشگاه‌هایی که در آن بازی کرده‌است می‌توان به باشگاه فوتبال کارلسروهه اشاره کرد.